# Intronaut
Intronaut is een Amerikaanse sludgemetal band die is opgericht in 2004 door ex-leden van Anubis Rising, Uphill Battle en Exhumed.

## Bezetting

### Huidige bandleden
- Sacha Dunable - Zanger/Gitarist
- Leon Del Muerte - Zanger/Gitarist
- Joe Lester - Bassist
- Danny Walker - Drummer

## Discografie

### CD's
- Void (2006)
- Prehistoricisms (2008)
- Valley Of Smoke (2010)
- Habitual Levitations (Instilling Words with Tones) (2013)
- The Direction of Last Things (2015)
- Fluid Existential Inversions (2020)

### Ep's
- Null - Demonstration Extended Play Compact Disc (2005, self-released)
- Null (2006, Goodfellow)
- The Challenger (2007, Translation Loss)

### Muziekvideo's
- "Australopithecus" (2008)
- "Elegy" (2010)
- "Sunderance" (2011)
- "Milk Leg" (2013)
- "Harmonomicon" (2013)
- "Fast Worms" (2015)
- "Sul Ponticello" (2016)
- "Cubensis" (2019)
- "Speaking of Orbs" (2020)